# Olga Cantillo
Olga Cantillo (Panamá) es una directiva panameña especialista en banca y finanzas. En 2021 se convirtió en la primera mujer en asumir la presidenta ejecutiva y CEO de la Bolsa Latinoamericana de Valores (Latinex).

## Trayectoria
Estudió banca y finanzas en ULACIT (Universidad Latinomericana de Ciencia Y Tecnología de Panamá y empezó como asistente de broker de una casa de valores donde trabajó durante ocho años. De ahí pasó al sector bancario supervisando operaciones bancarias y de valores.
En 2021 fue la primera mujer en presidir la Federación Iberoamericana de Bolsas (FIAB). En 2023 es además miembro del Comité Ejecutivo de la Asociación de Depósitos Centrales de Valores de las Américas (ACSDA), secretaria de la Asociación de Mercados de Capitales de las Américas (AMERCA), miembro del Comité Asesor Independiente de la Iniciativa de Bolsas de Valores Sostenibles de las Naciones Unidas (SSE), miembro independiente del consejo directivo de BI-Bank Panamá y miembro del consejo directivo de la Fundación Calicanto.
Es miembro fundadora de la asociación de la Asociación de Mujeres Directoras de  Panamá.Es también directora de la Fundación Calicanto que apoya a mujeres en riesgo social.
En 20222 fue destacada por Nasdaq por su experiencia en servicios financieros y mercados de capital.En 2024 fue incluida en el puesto 48 del ranking MERCO líderes en el marco de las personas más relevantes en el marco de reputación de empresas en Panamá.

### Mujeres en puestos de decisión
Cantillo está a favor de la implementación de cuotas en los sectores públicos y empresariales para acelerar la presencia de mujeres en puestos de decisión y recuerda que apenas hay mujeres en los consejos de administración de las empresas que cotizan en bolsa en América Latina.